# Indium(III)-iodid
Indium(III)-iodid ist eine anorganische chemische Verbindung des Indiums aus der Gruppe der Iodide.

## Gewinnung und Darstellung
Indium(III)-iodid kann durch Reaktion von Indium mit Ioddampf gewonnen werden.
{\displaystyle \mathrm {2\ In+3\ I_{2}\longrightarrow 2\ InI_{3}} }
Wässrige Lösungen von Indium(III)-iodid können leicht aus Indium und Iodwasserstoffsäure erhalten werden. Aus diesen scheidet sich beim Einengen wasserfreies Indium(III)-iodid aus.

## Eigenschaften
Indium(III)-iodid ist ein schwach gelber, sehr hygroskopischer monokliner Feststoff (Raumgruppe P21/c (Raumgruppen-Nr. 14), a = 9,837 Å, b = 6,102 Å, c = 12,195 Å, β = 107,69°), der bei 210 °C zu einer dunkelbraunen Flüssigkeit schmilzt und gut löslich in Wasser ist. Seine Kristalle bestehen aus dimeren Molekülen. Die gelbe β-Form wandelt sich langsam in die rote α-Form um. In Gegenwart von Wasserdampf reagiert die Verbindung bei 245 °C mit Sauerstoff zu Indium(III)-oxidiodid.

## Verwendung
Indium(III)-iodid wird zur Herstellung von Vinyl- und Methylindaten verwendet, welche regioselektive Reaktionen mit Cinnamylbromid eingehen. Es dient weiterhin als Katalysator in der organischen Chemie.